# William Horwood (écrivain)
Pour les personnes homonymes, voir William Horwood.
William Horwood est un romancier britannique, né le 12 mai 1944 à Oxford.

## Biographie
Diplômé de géographie, il commence par une courte carrière de journaliste. Il publie en 1980 son premier roman, Le Bois Duncton (en) (Duncton Wood), un conte allégorique parlant d’une communauté de taupes ; deux suites sortent, formant une trilogie appelée The Duncton Chronicles, puis une seconde trilogie, The Book of Silence. 
William Horwood écrit également deux romans indépendants, The Stonor Eagles et Callanish, puis la duologie The Wolves of Time duology. En 1987 sort Skallagrigg (en), qui traite du handicap, de l’amour et de la confiance, adapté en 1994 en téléfilm par la BBC. Horwood a également écrit plusieurs suites au Vent dans les saules de Kenneth Grahame. 

## Œuvres
Les titres donnés sont les titres anglais.

### The Duncton Chronicles
1. Duncton Wood (en) (1980), traduit en français Le Bois Duncton
2. Duncton Quest (1988)
3. Duncton Found (1989)

### The Book of Silence
1. Duncton Tales (1991)
2. Duncton Rising (1993)
3. Duncton Stone (1993)

### The Wolves of Time
1. Journeys to the Heartland (Hardcover 1995, Paperback 1996)
2. Seekers at the Wulfrock (Hardcover 1997, Paperback 1998)

### Tales of the Willows
- The Willows in Winter (Hardcover 1993)
- Toad Triumphant (Hardcover 1995)
- The Willows and Beyond (Hardcover 1996)
- The Willows at Christmas (Hardcover 1999)

### Romans autonomes
- The Stonor Eagles (Hardcover 1982, Paperback 1983)
- Callanish (Hardcover 1984, Paperback 1985)
- Skallagrigg (en) (Hardcover 1987, Paperback 1988)
- The Boy With No Shoes (Hardcover 2004, Paperback 2005)
- Dark Hearts of Chicago (2007) avec Helen Rappaport